# کلی تارور
کلی تارور (انگلیسی: Clay Tarver؛ زادهٔ ۸ نوامبر ۱۹۶۵) فیلم‌نامه‌نویس، و گیتارنواز اهل ایالات متحده آمریکا است.
سال 2016 موفق به کسب جایزه انجمن نویسندگان آمریکا شد.